# U-21-Fußball-Europameisterschaft 2025/Gruppe C
| Pl. | Land       | Sp. | S | U | N | Tore    | Diff. | Punkte |
| --- | ---------- | --- | - | - | - | ------- | ----- | ------ |
| 1.  | Portugal   | 3   | 2 | 1 | 0 | 009:000 | +9    | 07     |
| 2.  | Frankreich | 3   | 2 | 1 | 0 | 007:300 | +4    | 07     |
| 3.  | Georgien   | 3   | 1 | 0 | 2 | 004:800 | −4    | 03     |
| 4.  | Polen      | 3   | 0 | 0 | 3 | 002:110 | −9    | 0      |

Gruppe C der U-21-Fußball-Europameisterschaft 2025:

## Portugal – Frankreich 0:0
| Portugal                                             | Portugal | Frankreich | Frankreich |
| ---------------------------------------------------- | --- | --- | ---------- |
| Portugal                                             | \| 1. Spieltag \| \| 11. Juni um 21:00 Uhr in Trenčín (Štadión na Sihoti) \| \| Zuschauer: 4.932 \| \| Schiedsrichter: Manfredas Lukjančukas ( Litauen) \| \| Spielbericht \|                                                                                    | \| 1. Spieltag \| \| 11. Juni um 21:00 Uhr in Trenčín (Štadión na Sihoti) \| \| Zuschauer: 4.932 \| \| Schiedsrichter: Manfredas Lukjančukas ( Litauen) \| \| Spielbericht \| | Frankreich |
| Portugal                                             | Samuel Soares – Rodrigo Pinheiro, Chico Lamba, João Muniz, Rafa Rodrigues (46. Nazinho) – Mateus, Diogo Nascimento, Paulo Bernardo – Geovany Quenda (60. Carlos Forbs), Tiago Tomás (80. Gustavo Sá), Roger Fernandes (60. Rodrigo Gomes) Cheftrainer: Rui Jorge | Guillaume Restes – Kiliann Sildillia, Chrislain Matsima , Castello Lukeba, Quentin Merlin – Andy Diouf, Johann Lepenant, Ismaël Doukouré (88. Soungoutou Magassa) – Mathys Tel (77. Loum Tchaouna), Matthis Abline (62. Thierno Barry), Wilson Odobert Cheftrainer: Gérald Baticle | Frankreich |
| Portugal                                             | Nascimento (28.), Rodrigues (29.) | Doukouré (58.), Diouf (82.) | Frankreich |
| Portugal                                             | Spieler des Spiels: Castello Lukeba (Frankreich) | | Frankreich |
| 1. Spieltag                                          | | |            |
| 11. Juni um 21:00 Uhr in Trenčín (Štadión na Sihoti) | | |            |
| Zuschauer: 4.932                                     | | |            |
| Schiedsrichter: Manfredas Lukjančukas ( Litauen)     | | |            |
| Spielbericht                                         | | |            |

## Polen – Georgien 1:2 (0:0)
| Polen                                                | Polen | Georgien | Georgien |
| ---------------------------------------------------- | --- | --- | -------- |
| Polen                                                | \| 1. Spieltag \| \| 12. Juni um 21:00 Uhr in Žilina (Štadión pod Dubňom) \| \| Zuschauer: 2.218 \| \| Schiedsrichter: Alessandro Dudic ( Schweiz) \| \| Spielbericht \| | \| 1. Spieltag \| \| 12. Juni um 21:00 Uhr in Žilina (Štadión pod Dubňom) \| \| Zuschauer: 2.218 \| \| Schiedsrichter: Alessandro Dudic ( Schweiz) \| \| Spielbericht \| | Georgien |
| Polen                                                | Kacper Tobiasz – Dominik Marczuk, Patryk Peda, Ariel Mosór, Michał Gurgul, Arkadiusz Pyrka (65. Kajetan Szmyt) – Kacper Kozłowski (65. Tomasz Pieńko), Jakub Kałuziński, Antoni Kozubal (90.+5' Mateusz Łęgowski), Mariusz Fornalczyk (82. Michał Rakoczy) – Filip Szymczak (65. Wiktor Bogacz) Cheftrainer: Adam Majewski | Luka Charatischwili – Giorgi Maisuradse, Saba Sasonow, Saba Chwadagiani , Irakli Asarowi – Gabriel Sigua (80. Wassilios Gordesiani), Nodar Lominadse (66. Otar Mamageischwili), Luka Gagnidse (90.+6' Lado Odischwili) – Lascha Odischarja (80. Irakli Jegojan), Giorgi Abuaschwili (66. Giso Mamageischwili), Giorgi Kwernadse Cheftrainer: Ramas Swanadse | Georgien |
| Polen                                                | 1:1 Kałuziński (73., Foulelfmeter) | 0:1 Lominadse (55.) 1:2 Gordesiani (90.+4') | Georgien |
| Polen                                                | Marczuk (26.), Pieńko (73.) | Asarowi (6.), Maisuradse (49.), Kwernadse (67.), G. Mamageischwili (73.), Gagnidse (75.) | Georgien |
| Polen                                                | Spieler des Spiels: Giorgi Maisuradse (Georgien) | | Georgien |
| 1. Spieltag                                          | | |          |
| 12. Juni um 21:00 Uhr in Žilina (Štadión pod Dubňom) | | |          |
| Zuschauer: 2.218                                     | | |          |
| Schiedsrichter: Alessandro Dudic ( Schweiz)          | | |          |
| Spielbericht                                         | | |          |

## Portugal – Polen 5:0 (4:0)
| Portugal                                             | Portugal | Polen | Polen |
| ---------------------------------------------------- | --- | --- | ----- |
| Portugal                                             | \| 2. Spieltag \| \| 14. Juni um 21:00 Uhr in Trenčín (Štadión na Sihoti) \| \| Zuschauer: 4.469 \| \| Schiedsrichter: Nick Walsh ( Schottland) \| \| Spielbericht \| | \| 2. Spieltag \| \| 14. Juni um 21:00 Uhr in Trenčín (Štadión na Sihoti) \| \| Zuschauer: 4.469 \| \| Schiedsrichter: Nick Walsh ( Schottland) \| \| Spielbericht \| | Polen |
| Portugal                                             | Samuel Soares – Rodrigo Pinheiro, Chico Lamba, João Muniz, Nazinho – Pedro Santos (69. Carlos Forbs), Diogo Nascimento, Paulo Bernardo (46. Mathias De Amorim) – Geovany Quenda (46. João Marques), Henrique Araújo (61. Gustavo Sá), Roger Fernandes (46. Rodrigo Gomes) Cheftrainer: Rui Jorge | Kacper Tobiasz – Dominik Marczuk (46. Kajetan Szmyt), Patryk Peda, Ariel Mosór, Michał Gurgul (56. Łukasz Bejger), Arkadiusz Pyrka (46. Filip Luberecki) – Kacper Kozłowski (69. Tomasz Pieńko), Jakub Kałuziński (83. Mateusz Kowalczyk), Mateusz Łęgowski, Mariusz Fornalczyk – Filip Szymczak Cheftrainer: Adam Majewski | Polen |
| Portugal                                             | 1:0 Quenda (16.) 2:0 Quenda (24.) 3:0 Araújo (30.) 4:0 Bernardo (41.) 5:0 Gomes (63.) | | Polen |
| Portugal                                             | Lamba (32.), Muniz (57.) | Kałuziński (82.) | Polen |
| Portugal                                             | Spieler des Spiels: Geovany Quenda (Portugal) | | Polen |
| 2. Spieltag                                          | | |       |
| 14. Juni um 21:00 Uhr in Trenčín (Štadión na Sihoti) | | |       |
| Zuschauer: 4.469                                     | | |       |
| Schiedsrichter: Nick Walsh ( Schottland)             | | |       |
| Spielbericht                                         | | |       |

## Frankreich – Georgien 3:2 (1:0)
| Frankreich                                           | Frankreich | Georgien | Georgien |
| ---------------------------------------------------- | --- | --- | -------- |
| Frankreich                                           | \| 2. Spieltag \| \| 14. Juni um 21:00 Uhr in Žilina (Štadión pod Dubňom) \| \| Zuschauer: 3.687 \| \| Schiedsrichter: Jakob Sundberg ( Dänemark) \| \| Spielbericht \| | \| 2. Spieltag \| \| 14. Juni um 21:00 Uhr in Žilina (Štadión pod Dubňom) \| \| Zuschauer: 3.687 \| \| Schiedsrichter: Jakob Sundberg ( Dänemark) \| \| Spielbericht \| | Georgien |
| Frankreich                                           | Guillaume Restes – Kiliann Sildillia, Chrislain Matsima , Castello Lukeba, Quentin Merlin – Ismaël Doukouré (90. Noah Edjouma), Johann Lepenant, Lucien Agoumé (90. Djaoui Cissé) – Wilson Odobert (73. Thierno Barry), Mathys Tel (73. Matthis Abline), Félix Lemaréchal (61. Loum Tchaouna) Cheftrainer: Gérald Baticle | Luka Charatischwili – Giorgi Maisuradse, Saba Sasonow, Saba Chwadagiani , Irakli Asarowi – Giso Mamageischwili (55. Giorgi Abuaschwili), Nodar Lominadse, Luka Gagnidse (55. Otar Mamageischwili) – Lascha Odischarja (66. Wassilios Gordesiani), Giorgi Kwernadse (90.+1' Lewan Ossikmaschwili), Irakli Jegojan (66. Gabriel Sigua) Cheftrainer: Ramas Swanadse | Georgien |
| Frankreich                                           | 1:0 Tel (35., Foulelfmeter) 2:2 Lepenant (89.) 3:2 Barry (90.+12') | 1:1 Abuaschwili (76.) 1:2 Sasonow (84.) | Georgien |
| Frankreich                                           | Lepenant (13.) | Sasonow (34.), Lominadse (43.) | Georgien |
| Frankreich                                           | Spieler des Spiels: Mathys Tel (Frankreich) | | Georgien |
| 2. Spieltag                                          | | |          |
| 14. Juni um 21:00 Uhr in Žilina (Štadión pod Dubňom) | | |          |
| Zuschauer: 3.687                                     | | |          |
| Schiedsrichter: Jakob Sundberg ( Dänemark)           | | |          |
| Spielbericht                                         | | |          |

## Georgien – Portugal 0:4 (0:1)
| Georgien                                             | Georgien | Portugal | Portugal |
| ---------------------------------------------------- | --- | --- | -------- |
| Georgien                                             | \| 3. Spieltag \| \| 17. Juni um 18:00 Uhr in Trenčín (Štadión na Sihoti) \| \| Zuschauer: 4.573 \| \| Schiedsrichter: Elçin Məsiyev ( Aserbaidschan) \| \| Spielbericht \| | \| 3. Spieltag \| \| 17. Juni um 18:00 Uhr in Trenčín (Štadión na Sihoti) \| \| Zuschauer: 4.573 \| \| Schiedsrichter: Elçin Məsiyev ( Aserbaidschan) \| \| Spielbericht \| | Portugal |
| Georgien                                             | Luka Charatischwili – Giorgi Maisuradse, Irakli Jakobidse, Saba Chwadagiani , Irakli Asarowi (67. Saba Mamazaschwili) – Giso Mamageischwili (67. Irakli Jegojan), Nodar Lominadse, Otar Mamageischwili (85. Tornike Mortschiladse) – Lascha Odischarja, Giorgi Kwernadse, Giorgi Abuaschwili (51. Wacho Bedoschwili) Cheftrainer: Ramas Swanadse | Samuel Soares – Rodrigo Pinheiro, Chico Lamba, João Muniz, Nazinho – Mateus (61. Gustavo Sá), Diogo Nascimento, Paulo Bernardo (81. João Marques) – Geovany Quenda (81. Rodrigo Gomes), Tiago Tomás (67. Henrique Araújo), Roger Fernandes (46. Mathias De Amorim) Cheftrainer: Rui Jorge | Portugal |
| Georgien                                             | 0:1 Pinheiro (24.) 0:2 Quenda (62.) 0:3 Gomes (87.) 0:4 Araújo (90.+5', Foulelfmeter) | | Portugal |
| Georgien                                             | Kwernadse (53.), G. Mamageischwili (55.), Lominadse (72.) | Fernandes (45.+1'), Mateus (57.) | Portugal |
| Georgien                                             | Odischarja (5.) | | Portugal |
| Georgien                                             | Spieler des Spiels: Geovany Quenda (Portugal) | | Portugal |
| 3. Spieltag                                          | | |          |
| 17. Juni um 18:00 Uhr in Trenčín (Štadión na Sihoti) | | |          |
| Zuschauer: 4.573                                     | | |          |
| Schiedsrichter: Elçin Məsiyev ( Aserbaidschan)       | | |          |
| Spielbericht                                         | | |          |

## Frankreich – Polen 4:1 (3:0)
| Frankreich                                           | Frankreich | Polen | Polen |
| ---------------------------------------------------- | --- | --- | ----- |
| Frankreich                                           | \| 3. Spieltag \| \| 17. Juni um 18:00 Uhr in Žilina (Štadión pod Dubňom) \| \| Zuschauer: 7.288 \| \| Schiedsrichter: Nenad Minaković ( Serbien) \| \| Spielbericht \| | \| 3. Spieltag \| \| 17. Juni um 18:00 Uhr in Žilina (Štadión pod Dubňom) \| \| Zuschauer: 7.288 \| \| Schiedsrichter: Nenad Minaković ( Serbien) \| \| Spielbericht \| | Polen |
| Frankreich                                           | Obed Nkambadio – Kiliann Sildillia (87. Quentin Merlin), Soungoutou Magassa, Nathan Zézé, Christian Mawissa – Lucien Agoumé (69. Félix Lemaréchal), Djaoui Cissé, Andy Diouf – Jean-Mattéo Bahoya (69. Noah Edjouma), Thierno Barry (79. Wilson Odobert), Loum Tchaouna (69. Matthis Abline) Cheftrainer: Gérald Baticle | Kacper Trelowski – Dominik Marczuk (87. Filip Szymczak), Patryk Peda (46. Miłosz Matysik), Ariel Mosór, Łukasz Bejger, Filip Luberecki – Jakub Kałuziński (62. Mateusz Łęgowski), Kacper Kozłowski, Antoni Kozubal (46. Mateusz Kowalczyk) – Kajetan Szmyt, Mariusz Fornalczyk (79. Tomasz Pieńko) Cheftrainer: Adam Majewski | Polen |
| Frankreich                                           | 1:0 Zézé (18.) 2:0 Cissé (19.) 3:0 Cissé (29.) 4:1 Abline (82.) | 3:1 Mosór (61.) | Polen |
| Frankreich                                           | Agoumé (60.), Lemaréchal (90.+1') | Fornalczyk (19.), Kozubal (37.), Kozłowski (58.), Bejger (65.), Łęgowski (75.) | Polen |
| Frankreich                                           | Spieler des Spiels: Djaoui Cissé (Frankreich) | | Polen |
| 3. Spieltag                                          | | |       |
| 17. Juni um 18:00 Uhr in Žilina (Štadión pod Dubňom) | | |       |
| Zuschauer: 7.288                                     | | |       |
| Schiedsrichter: Nenad Minaković ( Serbien)           | | |       |
| Spielbericht                                         | | |       |